# Distrito Metropolitano do Cazaquistão

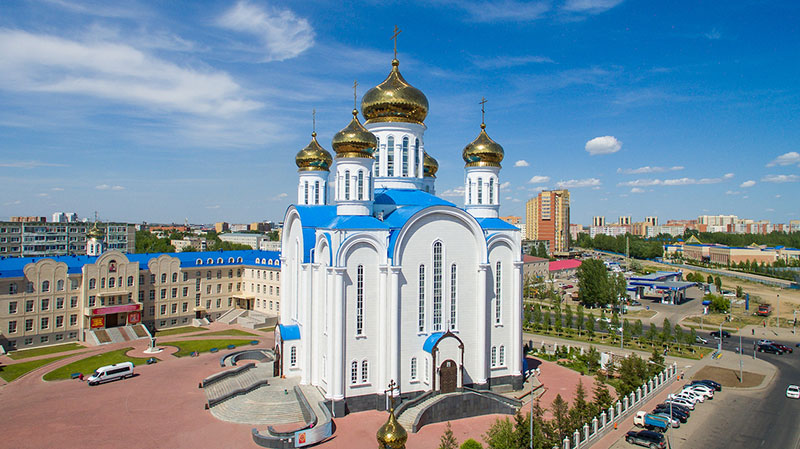
Catedral da Assunção em Astana

O Distrito Metropolitano da República do Cazaquistão (cazaque: Қазақстан Республикасындағы Митрополиттік Аймақ; russo: Митрополи́чий о́круг в Респу́блике Казахста́н), também Distrito Metropolitano do Cazaquistão (cazaque: Kazakhstanstanda Metropolittik Aimaғi; russo: Казахста́нский митрополи́чий о́круг) ou Igreja Ortodoxa do Cazaquistão (cazaque: Қазақстан Православиелік Шіркеуі; russo: Православная Церковь Казахстана) é o Distrito Metropolitano da Igreja Ortodoxa Russa no território da República do Cazaquistão. Tem seu centro na cidade de Astana.

## Dioceses
- Eparquia de Astana;
  - Vicariato de Kaskelen;
  - Vicariato de Taldykorgan
- Diocese de Kostanay;
- Diocese dos Urais;
- Diocese de Shymkent;
- Diocese de Kokshetau;
- Diocese de Pedro e Paulo;
- Diocese de Ust-Kamenogorsk;
- Diocese de Karaganda;
- Diocese de Pavlodar;
- Diocese de Aktobe.